# Estnische Fußballmeisterschaft 1932
Die Estnische Fußballmeisterschaft wurde 1932 zum insgesamt 12. Mal als höchste estnische Fußball-Spielklasse der Herren ausgespielt. Der als Titelverteidiger in die Saison gegangene SK Tallinna Sport konnte die Meisterschaft erfolgreich verteidigen und gewann zum insgesamt 8. Mal in der Vereinsgeschichte den Titel in Estland. Der KS Võitleja Narva stieg am Saisonende ab.

## Modus
6 Vereine traten in insgesamt 30 Spielen gegeneinander an. Jedes Team spielte jeweils einmal zu Hause und auswärts gegen jedes andere Team. Der Tabellenletzte stieg ab. Es galt die 2-Punkte-Regel.

## Abschlusstabelle
| Pl. | Verein                | Sp. | S | U | N | Tore    | Quote | Punkte |
| --- | --------------------- | --- | - | - | - | ------- | ----- | ------ |
| 1.  | SK Tallinna Sport (M) | 10  | 9 | 0 | 1 | 042:900 | 4,67  | 18:20  |
| 2.  | VVS Puhkekodu Tallinn | 10  | 6 | 1 | 3 | 018:170 | 1,06  | 13:70  |
| 3.  | JK Tallinna Kalev     | 10  | 5 | 1 | 4 | 016:150 | 1,07  | 11:90  |
| 4.  | Tallinna JK           | 10  | 4 | 1 | 5 | 022:210 | 1,05  | 09:11  |
| 5.  | Narva THK             | 10  | 3 | 1 | 6 | 014:210 | 0,67  | 07:13  |
| 6.  | KS Võitleja Narva     | 10  | 0 | 2 | 8 | 006:350 | 0,17  | 02:18  |

Platzierungskriterien: 1. Punkte – 2. Torquotient
| (M) | Amtierender Meister |

## Kreuztabelle
| 1932                  | TSP | TPU   | TKA | TJK | NAR | VÕI |
| --------------------- | --- | ----- | --- | --- | --- | --- |
| SK Tallinna Sport     |     | 6:1   | 3:1 | 6:2 | 6:0 | 7:0 |
| VVS Puhkekodu Tallinn | 2:4 |       | 1:0 | 2:1 | 3:0 | 4:0 |
| JK Tallinna Kalev     | 1:0 | 2:2   |     | 3:2 | 2:1 | 3:0 |
| Tallinna JK           | 0:2 | 0:2   | 4:0 |     | 3:1 | 7:3 |
| Narva THK             | 2:3 | 3:1   | 1:0 | 1:2 |     | 3:0 |
| KS Võitleja Narva     | 0:5 | -:+ 1 | 1:4 | 1:1 | 1:1 |     |

## Torschützenliste
| Pl. | Name            | Mannschaft        | Tore |
| --- | --------------- | ----------------- | ---- |
| 1.  | Arnold Laasner  | SK Tallinna Sport | 13   |
| 2.  | Friedrich Karm  | SK Tallinna Sport | 12   |
| 3.  | Osvald Kastanja | Tallinna JK       | 08   |
| 3.  | Georg Siimenson | SK Tallinna Sport | 08   |

## Die Meistermannschaft des SK Tallinna Sport
(Berücksichtigt wurden alle Spieler der Mannschaft)
| 1. | SK Tallinna Sport |
|    | - Spieler: Viktor Ader, Eugen Einman(n), Karl-Richard Idlane, Friedrich Karm, Leonhard Kass, Arnold Laasner, Edgar Lemberg, Artur Tarimäe, Otto Reinlo, Herbert Saarne, Georg Siimenson, Karl-Rudolf Sillak, Evald Tipner, Oskar Üpraus - Spielertrainer: Heinrich Paal |